# Enrique Zanni
Enrique Zanni (???? – Buenos Aires, Argentina, 10 de julio de 1951) fue un dirigente del fútbol argentino y quinto presidente del Club Atlético River Plate.

## Biografía
Zanni fue uno de los fundadores del Club River Plate, durante un tiempo fue tesorero de la compañía, y desempeñó el papel de atacar algunos partidos amistosos en los principios de siglo XX. En 1908 se incorporó a la redacción de La Prensa, después se convirtió en uno de los líderes más importantes. Durante el período de su presidencia en el River dio un nuevo impulso a la creación de secciones dedicadas a otros deportes además del fútbol y cuidado especialmente los aspectos administrativos, dando al club de una sólida base económica. Más tarde fue nombrado miembro vitalicio. Hizo realidad el sueño de regresar a La Boca, donde se construyó en 1915 un estadio de considerable tamaño para la época, con una gran gradería y una moderna tribuna techada, uno de los mejores de la época.

## Palmarés

### Como presidente

#### Campeonatos nacionales
| Título                                    | Club        | País      | Año  |
| ----------------------------------------- | ----------- | --------- | ---- |
| Copa de Competencia Jockey Club           | River Plate | Argentina | 1914 |
| Campeonato de Primera División de la AAmF | River Plate | Argentina | 1920 |

#### Copas internacionales
| Título              | Club        | País      | Año  |
| ------------------- | ----------- | --------- | ---- |
| Cup Tie Competition | River Plate | Argentina | 1914 |